# August Daniel Frederik Willem Lichtenbelt
August Daniel Frederik Willem (A.D.F.W.) Lichtenbelt (Aalsmeer, 29 november 1859 – Utrecht, 5 januari 1922) was een Nederlands ingenieur, hoofdleraar aan de Academie van Beeldende Kunsten en Technische Wetenschappen te Rotterdam sinds 1893 en hoogleraar in de werktuigbouwkunde aan de Technische Hogeschool te Delft sinds 1906. Hij is vooral bekend van het standaardwerk handboek "Het scheepsstoomwerktuig."

## Levensloop
Lichtenbelt was een zoon van Jan Hendrik Lichtenbelt (1816-1875) en Johanna Hendrika Wilterdink (*1827). Hij heeft waarschijnlijk een middelbare opleiding aan de U.L.O., M.U.L.O. of hogere burgerschool, maar hierover zijn geen exacte gegevens bekend.
Rond 1875 begon Lichtenbelt te werken als tekenaar en later als constructeur bij de scheepswerf en machinefabriek Fijenoord in Rotterdam-Zuid. In 1883 werd hij aangesteld als leraar in de stoomwerktuigkunde en het constructie-tekenen aan de plaatselijke ambachtsschool, waar hij zou blijven werken tot zijn aanstelling in Delft in 1906.
In 1889 kreeg Lichtenbelt ook een aanstelling als leraar  in de werktuigbouwkunde aan de Academie van Beeldende Kunsten en Technische Wetenschappen op de afdeling werktuigbouwkunde aan de Middelbare Technische School. In 1891 promoveerde hij hier tot hoofdleraar van de machinistencursus, die aan de academie werd verzorgd. In 1893 startte hij hier ook een avond opleiding voor machinisten.
Aan de Technische Hoogeschool te Delft werd Lichtenbelt in 1906 benoemd tot buitengewoon hoogleraar in de werktuigbouwkunde, en sprak hier ter aanvaarding de inaugurele rede, getiteld "Hulp en bijwerktuigen aan boord van schepen." Deze aanstelling werd in 1909 omgezet tot een gewoon hoogleraarschap, die hij uitdiende tot zijn overlijden in 1922.
In 1898 was Lichtenbelt een van de oprichters van de Koninklijke Nederlandse Vereniging van Technici op Scheepvaartgebied. Hij diende als eerste voorzitter tot 1920, en werd toen benoemd als erevoorzitter.

### Personalia
Lichtenbelt trouwde met Jacoba Maria Erkelens (*1860) op 20 mei 1886 te Rotterdam.

## Werk

### Academie van Beeldende Kunsten en Technische Wetenschappen

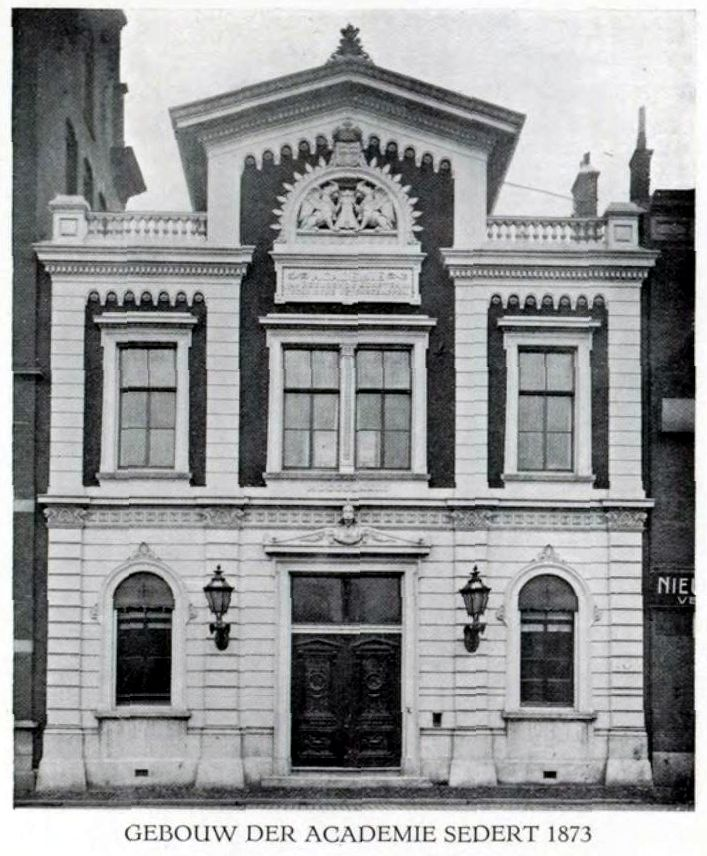
Gebouw der Rotterdamse Akademie, 1873-1935

Eind 19e eeuw was Lichtenbelt een van de drijvende krachten in het techniek onderwijs aan de Academie van Beeldende Kunsten en Technische Wetenschappen te Rotterdam. In die tijd werd de afdeling bouwkunst, geleid door Henri Evers, en leidde Lichtenbelt de afdeling Techniek. Daarnaast werd het onderwijs in de sierkunst verzorgd door Adolf le Comte. Lichtenbelt was hoofdleraar aan de afdeling werktuigbouwkunde en de machinistencursus. Na zijn benoeming in Delft, bleef hij ook in Rotterdam les geven. Lichtenbelt leverde hier een belangrijke bijdrage aan het machine-tekenen. Erfmann (1922) verklaarde
Dit tekenen was dikwijls in handen van bouwkundigen, die den leerlingen enige door hen bemachtigde machine-onderdelen wel keurig leerde tekenen, doch uit den aard der zaak onmachtig waren om iets te doen voor de vorming van de aanstaande machine-constructeur... Lichtenbelt vond daar het onderwijs in het machinetekenen [Aan de Rotterdamse academie] verdeeld over vier klassen, als onderdeel van de bouwkunde, alwaar door ieder der leraren wel naar beste weten werd les gegeven, doch geen onderling verband bestond door gebrek aan een leidende gedachte.
Lichtenbelt bracht hier verandering in volgens Erfmann:
Het eerste werk was het tekenonderwijs een vaste richting te geven, op brede grondslag en met logische opklimming. Vakken als wiskunde, natuurkunde, werktuigkunde, scheikunde, werden als schakels van het geheel verplicht gesteld, en stoomwerktuigkunde ingevoerd Het aantal klassen werd tot zes uitgebreid, waarin ambitieuse vakmannen als leerkrachten werden aangesteld. De resultaten waren van dien aard, dat spoedig in de hoogste klasse met het ontwerpen een aanvang genomen kon worden, terwijl tevens de gelegenheid tot opleiding voor aanstaande scheepsbouwkundigen en electrotechnici werd opengesteld. Door dit alles nam het aantal leerlingen zodanig toe. dat de meeste klassen in drie tot vier parallelafdelingen moesten worden gesplitst. Het bestuur der Academie zag toen in, dat het oogenblik gekomen was, om het technisch onderwijs van de afdeling bouwkunde los te maken en als afzonderlijke afdeling te vestigen met lichtenbelt tot hoofdleraar.
Buiten de Academie in ambachtsschoolkringen werd Lichtenbelt in zijn tijd bekend door zijn "bordschetsen" methode van onderwijs. Het ging er hierbij om dat, leraren schetsen op het bord al sprekende diende op te bouwen. De leerling kan hiervoor meer aandacht opbrengen, dan als de tekening al gegeven is.

### Werktuigbouwkunde aan de Technische Hogeschool te Delft

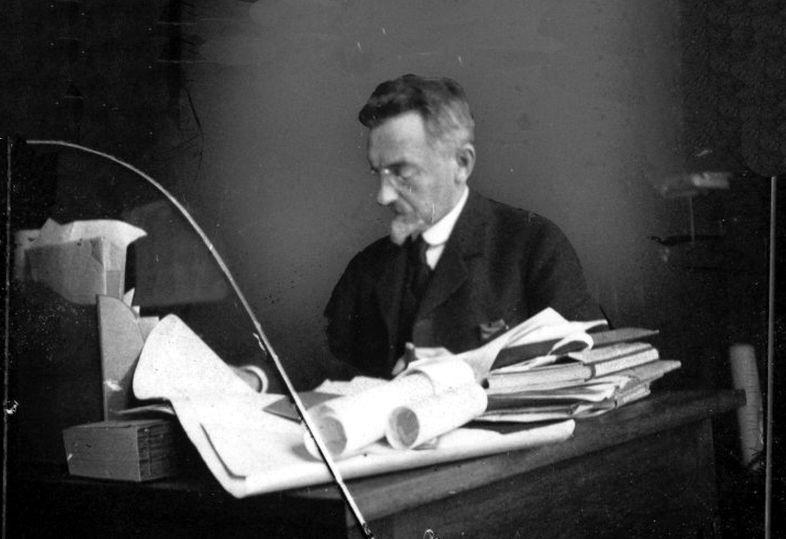
Lichtenbelt aan de TH te Delft.

In Delft was Lichtenbelt in 1920 een van de 16 hoogleraren in de faculteit der werktuigbouwkunde en scheepsbouw. Naast Lichtenbelt waren er zeven andere hoogleraren werktuigbouwkunde C. P. Hoist Gzn., Johan Christiaan Dijxhoorn, P. Meyer, G. Brouwer, Jacob Cornelis Andriessen, Frans Westendorp (spoorwegmateriaal, hefwerktuigen en transportinrichtingen), en C. M. van Wijngaarden. Voor scheepsbouw waren aangesteld Huibert Cop, en E. J. Vossnack.
Verder waren er vier hoogleraren voor mechanische technologie Louis Anne van Roijen, W. P. Smit, D. Dresden, en Isaäc Pieter de Vooys; een hoogleraar voor toegepaste mechanica Cornelis Benjamin Biezeno, en Johannes (Jan) M. Burgers voor aerodynamica en hydrodynamica.

### "Het Scheepsstoomwerktuig"
Het boek "Het Scheepsstoomwerktuig" is geschreven als een handboek over scheepsstoommachines. Het werd in zijn tijd gebruikt ter voorbereiding op het staatsexamen voor machinist, de hoofdwerktuigkundige, op de koopvaardij. Enige afbeeldingen van het werk:

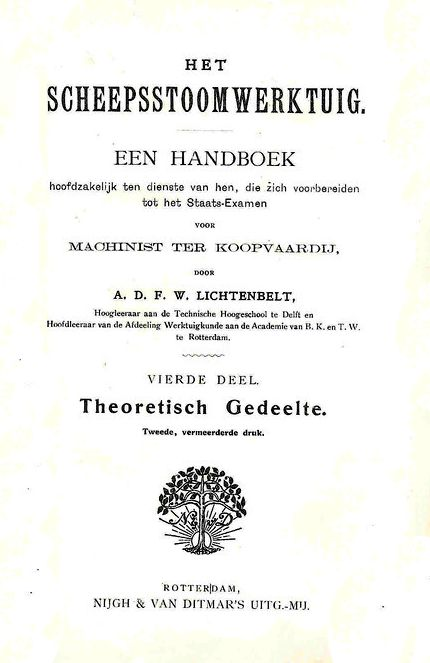
Het Scheepsstoomwerktuig, het titelblad
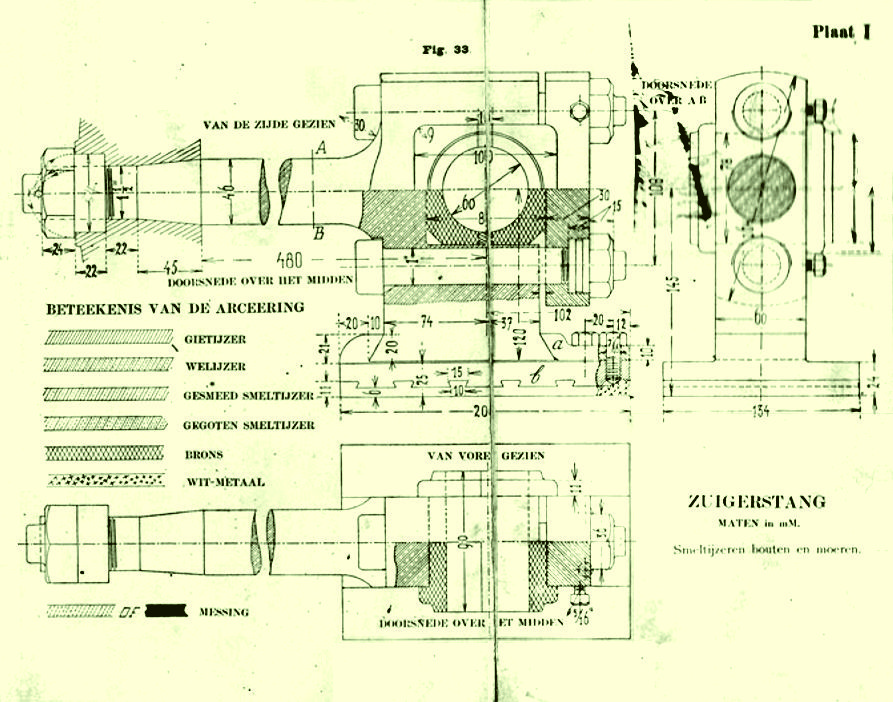
Het Scheepsstoomwerktuig,  plaat I
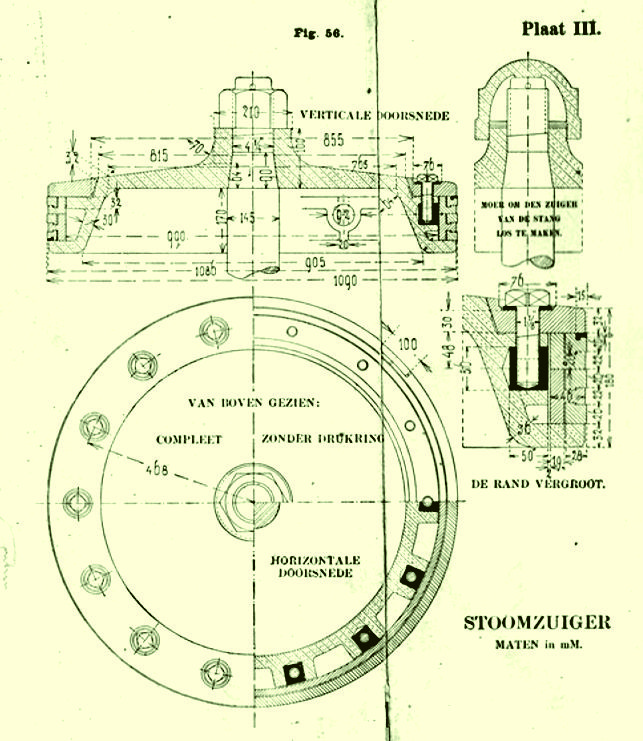
Het Scheepsstoomwerktuig, plaat III
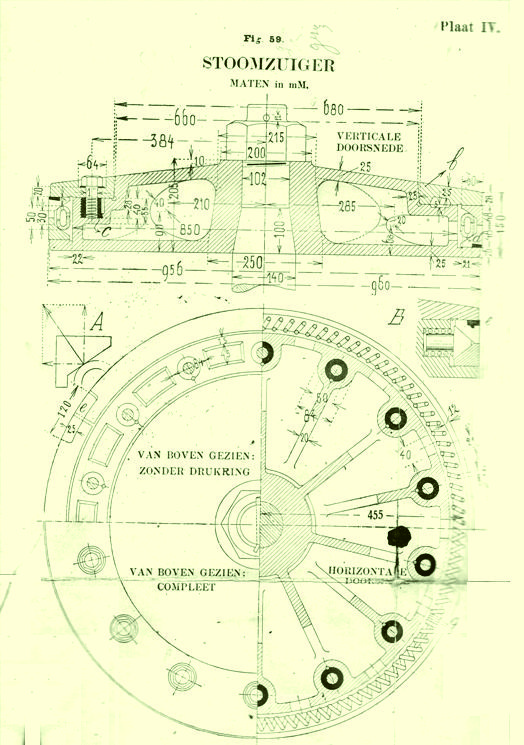
Het Scheepsstoomwerktuig,  plaat IV

## Publicaties, een selectie
- A.D.F.W. Lichtenbelt. Het scheepsstoomwerktuig. 4 dln.
- A.D.F.W. Lichtenbelt. Parson's scheepsstoomturbine.
- A.D.F.W. Lichtenbelt. Opleiding tot Scheepsmachinist.

Artikelen, een selectie
- A.D.F.W. Lichtenbelt. "Hulp en bijwerktuigen aan boord van schepen", in De ingenieur, 1906, No. 15, blz. 273.